# Wataru Hiramatsu
Wataru Hiramatsu (japanisch 平松 航 Hiramatsu Wataru; * 9. Mai 2000 in der Präfektur Tokushima) ist ein japanischer Fußballspieler.

## Karriere
Wataru Hiramatsu erlernte das Fußballspielen in der Jugendmannschaft von Júbilo Iwata sowie in der Universitätsmannschaft der Risshō-Universität. Von August 2022 bis Saisonende wurde er von der Universität an den Tochigi SC ausgeliehen. Der Verein aus Utsunomiya spielte in der zweiten japanischen Liga. Sein Zweitligadebüt gab Wataru Hiramatsu am 21. September 2022 (31. Spieltag) im Auswärtsspiel gegen V-Varen Nagasaki. Beim 1:1-Unentschieden stand er in der Startelf und spielte die kompletten 90 Minuten. Insgesamt zweimal wurde er 2022 in der zweiten Liga eingesetzt. Nach der Ausleihe wurde er von Tochigi fest unter Vertrag genommen. Am Ende der Saison 2024 belegte er mit Tochigi den 18. Tabellenplatz und musste somit in die dritte Liga absteigen.